# Autorregulación emocional
La autorregulación emocional es la capacidad de responder a las demandas continuas de tal manera que en un ambiente social sea tolerable y lo suficientemente flexible como para permitir reacciones emocionales espontáneas, así como la capacidad de retrasar dichas reacciones según sea necesario. También puede ser definida como el proceso extrínseco e intrínseco, responsable de observar, evaluar y modificar las reacciones emocionales. La autorregulación emocional pertenece al amplio conjunto de los procesos de autorregulación, los cuales incluyen la regulación de los sentimientos propios y la regulación de los sentimientos de las otras personas.
La regulación emocional es un proceso complejo que inicia suponiendo, inhibiendo o modulando un estado o comportamiento en una determinada situación, por ejemplo la experiencia subjetiva (sentimientos), respuestas cognitivas (pensamientos), respuestas fisiológicas relacionadas con las emociones (por ejemplo el ritmo cardíaco o la actividad hormonal), y el comportamiento relacionado con las emociones (acciones corporales o expresiones). De manera funcional, la autorregulación emocional también se puede referir a los procesos, como la tendencia a centrar la atención a una tarea y la habilidad para reprimir comportamientos inapropiados bajo órdenes. La autorregulación emocional cumple una función muy importante en la vida humana.
Cada día, las personas están expuestas continuamente a una amplia variedad de estímulos potencialmente excitantes. Las reacciones emocionales inapropiadas, extremas o sin supervisión a dichos estímulos podrían impedir una integración funcional dentro de la sociedad; por lo tanto, las personas deben participar en algún tipo de regulación de las emociones casi todo el tiempo.  Hablando de manera general, la disregulación emocional ha sido definida como la dificultad para controlar la influencia de la alerta emocional en la organización y calidad de los pensamientos, acciones e interacciones. Los individuos que son emocionalmente desregularizados exhiben patrones de respuesta en los cuales hay una incongruencia entre sus objetivos, respuestas, o modos de expresión, y las exigencias del entorno social. Por ejemplo, existe una asociación significativa entre la desregulación emocional y los síntomas de la depresión, la ansiedad, los trastornos alimenticios y abuso de sustancias. Las personas diagnosticadas con trastornos del estado de ánimo y trastornos de ansiedad también experimentan disfunciones en la regulación automática de las emociones, lo que afecta aún más a sus capacidades de regulación de las emociones. Mayores niveles de regulación de las emociones tienden a relacionarse con los altos niveles de competencia social y la expresión de las emociones socialmente apropiadas.
También se define como las estrategias utilizadas para ajustar la intensidad y duración de los estados emocionales hasta alcanzar un nivel confortable que no impida la consecución de objetivos (Thompson, 1994).
Una buena autorregulación emocional durante los primeros años de vida contribuye al desarrollo de la autonomía y al desarrollo de habilidades en cuanto a la interacción social (Crockenberg y Leerkes, 2000).

## Teoría

### Modelo del proceso
El modelo de proceso de regulación emocional se basa en el modelo modal de la emoción. El modelo modal de la emoción sugiere que el proceso de generación de la emoción se produce en una secuencia particular en el tiempo. Esta secuencia se produce de la siguiente manera:
1. Situación: la secuencia comienza con una situación (real o imaginaria) que es emocionalmente relevante.
2. Atención: se dirige la atención hacia la situación emocional.
3. Evaluación (appraisal): la situación emocional es evaluada e interpretada.
4. Respuesta: una respuesta emocional es generada, dando cambios libremente coordinados en experiencia, de conducta y de respuesta de los sistemas fisiológicos.

Una respuesta emocional (4.) puede cambiar una situación (1.), este modelo involucra una retroalimentación de circuito cerrado (4.). en respuesta a (1.) la situación. Este ciclo de retroalimentación sugiere que el proceso de generación de emoción puede ocurrir de manera recursiva, es constante y dinámico.
El modelo del proceso sostinee que cada uno de estos cuatro puntos en el proceso de generación de emociones puede ser sujeto a regulación. Para este concepto, el modelo del proceso postula cinco diferentes familias de regulación de emoción que corresponden a la regulación de un punto particular en el proceso de generación de emoción. Estos ocurren en el siguiente orden:
1. Selección de la situación
2. Modificación de la situación
3. Despliegue atencional
4. Cambio cognitivo
5. Modulación de respuestas

El modelo del proceso también divide estas estrategias de regulación de emoción en dos categorías: con enfoque en el antecedente y con enfoque en la respuesta. Las estrategias centradas en los antecedentes (es decir, selección de situaciones, modificación de situaciones, despliegue atencional y cambio cognitivo) ocurren antes de que una respuesta emocional se genere por completo. Las estrategias centradas en la respuesta (es decir, modulación de respuestas) ocurren después de que una respuesta emocional se haya generado completamente.

## Estrategias

### Selección de situación
La selección de situación involucra elecciones que evitan o se acerca a una situación emocionalmente relevante. Si una persona elige evitar o retirarse de una situación emocionalmente relevante, él o ella están disminuyendo la probabilidad de experimentar una emoción. Alternativamente, si una persona elige acercarse o comprometerse con una situación emocionalmente relevante, él o ella están incrementando la probabilidad de experimentar una emoción.
Los ejemplos típicos de una selección de situación pueden ser vistos interpersonalmente, tales como cuando un padre retira a su hijo o hija de una situación emocionalmente desagradable. Usar la selección de situación puede también ser visto en psicopatología. Por ejemplo, evitar las situaciones sociales para regular las emociones es particularmente pronunciado para aquellos con trastorno de ansiedad social y trastorno de la personalidad por evitación.
La selección de situación efectiva  no siempre es una tarea fácil. Por ejemplo, las personas exponen dificultades prediciendo sus respuestas emocionales a eventos futuros. Por lo tanto, pueden tener problemas tomando decisiones  precisas y apropiadas sobre a cuáles situaciones emocionalmente relevantes deben aproximarse o evitar.

### Modificación de la situación
La modificación de situaciones consiste en modificar una situación para cambiar su impacto emocional. La modificación de situaciones se refiere específicamente a la alteración del entorno físico externo. La alteración del entorno «interno» para regular las emociones se denomina cambio cognitivo. Los adultos jóvenes y mayores también parecen regular sus emociones a través de la modificación de situaciones de formas diferentes que reflejan el tipo de material que consumen, que puede ser negativo, neutro o positivo. Livingstone e Isaacowitz llevaron a cabo una investigación en la que observaron a adultos jóvenes y mayores mientras veían diferentes tipos de material y tenían la opción de omitir el material que veían, y resultó que los adultos mayores son más capaces de regular el material negativo, centrándose principalmente en el positivo, que los adultos más jóvenes que seguían consumiendo material positivo, pero no tanta modificación. Esto demuestra que, a medida que envejecemos, comprendemos mejor la modificación de situaciones y somos capaces de autorregularnos emocionalmente.
Algunos ejemplos de modificación de situaciones pueden ser inyectar humor en un discurso para provocar la risa o ampliar la distancia física entre uno mismo y otra persona.

### Despliegue atencional
El despliegue atencional implica dirigir la atención hacia una situación emocional o alejarla de ella.

#### Distracción
La distracción, un ejemplo de despliegue atencional, es una estrategia temprana de selección, la cual implica desviar la atención de uno lejos de un estímulo emocional y hacia otro contenido. Se ha demostrado que la distracción reduce la intensidad del dolor y las experiencias emocionales, disminuyendo las respuestas faciales asociadas con la emoción, así como alivia la angustia emocional. En contraposición para revaluar, los individuos muestran una relativa preferencia para participar en distracciones cuando se estimula lo opuesto a la alta intensidad emocional negativa. Esto es porque la distracción fácilmente se filtra del contenido de la alta intensidad emocional, lo cual por lo demás sería relativamente dificultoso para evaluar y procesar.
La distracción, un ejemplo de despliegue atencional, es una estrategia de selección temprana que consiste en desviar la atención de un estímulo emocional hacia otros contenidos. Se ha demostrado que la distracción reduce la intensidad de las experiencias dolorosas y emocionales, disminuye la respuesta facial y la activación neuronal en la amígdala asociada a la emoción y alivia la angustia emocional. A diferencia de la revaluación, los individuos muestran una preferencia relativa por la distracción cuando se enfrentan a estímulos de alta intensidad emocional negativa. Esto se debe a que la distracción filtra fácilmente el contenido emocional de alta intensidad, que de otro modo sería relativamente difícil de evaluar y procesar.

#### Rumia
La rumiación, otro ejemplo de despliegue atencional, se define como la focalización pasiva y repetitiva de la atención en los síntomas de angustia y en las causas y consecuencias de dichos síntomas. La rumiación suele considerarse una estrategia de regulación emocional inadaptada, ya que tiende a exacerbar el malestar emocional. También se ha implicado en una serie de trastornos, como la depresión mayor.

#### Preocupación
La preocupación, un ejemplo de despliegue atencional, implica dirigir la atención a pensamientos e imágenes de preocupación acerca de eventos potencialmente negativos en el futuro. Al focalizarse en estos eventos, la preocupación sirve para ayudar en la baja de la regulación de la emoción intensa negativa y la actividad psicológica. Mientras que la preocupación puede a veces implicar la resolución de problemas, la preocupación incesante es generalmente considerada inadaptativa, siendo una característica común de los trastornos de ansiedad, particularmente el trastorno de ansiedad generalizada.

#### Supresión del pensamiento
La supresión de los pensamientos, un ejemplo de despliegue atencional, consiste en esforzarse para redirigir nuestra atención de unos pensamientos específicos e imágenes mentales hacia otros contenidos para así modificar nuestro estado emocional. Aunque la supresión de pensamientos puede aportar un alivio temporal de pensamientos no deseados, paradójicamente esto puede acabar incitando la producción de incluso más de este tipo de pensamientos. Esta estrategia generalmente es considerada inadaptativa, estando más asociada con el trastorno obsesivo-compulsivo.

### Cambio cognitivo
El cambio cognitivo consiste en modificar la valoración de una situación para alterar su significado emocional.

#### Revaluación
La revaluación, un ejemplo de cambio cognitivo, es una estrategia de selección tardía que implica un cambio del significado de un acontecimiento que altera su impacto emocional. Abarca distintas subestrategias, como la revaluación positiva (crear un aspecto positivo del estímulo y centrarse en él), la descentración (reinterpretar un acontecimiento ampliando la perspectiva para ver «el panorama general») o la revaluación ficticia (adoptar o enfatizar la creencia de que el acontecimiento no es real, que es, por ejemplo, «sólo una película» o «sólo mi imaginación»). Se ha demostrado que la revaluación reduce eficazmente las respuestas emocionales fisiológicas, subjetivas, y neuronales. A diferencia de la distracción, los individuos muestran una preferencia relativa por la revaluación cuando se enfrentan a estímulos de baja intensidad emocional negativa, porque estos estímulos son relativamente fáciles de evaluar y procesar.
La revaluación generalmente es considerada como una estrategia adaptativa de regulación de la emoción. Comparada con la supresión (incluida la supresión de pensamientos o la supresión expresiva), la que está correlacionada negativamente con muchos desórdenes psicológicos, está asociada con mejores resultados interpersonales, y relacionada positivamente con el bienestar. Sin embargo, algunos investigadores argumentan que el contexto es importante cuando se evalúa la adaptatividad de una estrategia, sugiriendo que en algunos contextos la revaluación puede ser inadaptativa. Además, algunas investigaciones han demostrado que el reappraisal no influye ni afecta a las respuestas fisiológicas al estrés recurrente.

#### Distanciamiento
El distanciamiento, un ejemplo de cambio cognitivo, implica adoptar una perspectiva independiente en tercera persona al evaluar un evento emocional. Se ha demostrado que el distanciamiento es una forma adaptativa de autorreflexión, facilitando el procesamiento emocional de estímulos con valencia negativa, reduciendo la reactividad emocional y cardiovascular a estímulos negativos, y aumentando el comportamiento de resolución de problemas.

#### Humor
El humor, un ejemplo de cambio cognitivo, ha demostrado ser una estrategia efectiva de regulación emocional. Específicamente, el humor positivo y de buen carácter regula eficazmente al alza las emociones positivas y a la baja las emociones negativas. Por otro lado, el humor negativo o malintencionado es menos efectivo en este sentido.

### Modulación de la respuesta
La modulación de respuestas implica intentos de influir directamente en los sistemas de respuesta experiencial, conductual y fisiológica.

#### Supresión expresiva
La supresión expresiva, un ejemplo de modulación de respuestas, implica inhibir las expresiones emocionales. Ha demostrado reducir eficazmente la expresividad facial, los sentimientos subjetivos de emoción positiva, la frecuencia cardíaca y la activación simpática. Sin embargo, los resultados son mixtos respecto a si esta estrategia es efectiva para reducir las emociones negativas. También se ha demostrado que la supresión expresiva tiene consecuencias sociales negativas, correlacionándose con conexiones personales reducidas y mayores dificultades para formar relaciones.
La supresión expresiva se considera generalmente una estrategia de regulación emocional desadaptativa. En comparación con la revaluación, está positivamente correlacionada con muchos trastornos psicológicos, asociada con peores resultados interpersonales, negativamente relacionada con el bienestar, y requiere una movilización significativa de recursos cognitivos. Sin embargo, algunos investigadores argumentan que el contexto es importante al evaluar la adaptabilidad de una estrategia, sugiriendo que en ciertos contextos la supresión puede ser adaptativa.

#### Uso de drogas
El uso de drogas, un ejemplo de modulación de respuestas, puede utilizarse para alterar las respuestas fisiológicas asociadas con las emociones. Por ejemplo, el alcohol puede producir efectos sedantes y ansiolíticos y los betabloqueantes pueden afectar la activación simpática.

#### Ejercicio
El ejercicio, un ejemplo de modulación de respuestas, puede utilizarse para reducir los efectos fisiológicos y experienciales de las emociones negativas. La actividad física regular también ha demostrado reducir el malestar emocional y mejorar el control emocional. El ejercicio mejora la salud emocional y la regulación a través de la regulación hormonal.

#### Sueño
El sueño juega un papel en la regulación emocional, aunque el estrés y la preocupación también pueden interferir con el sueño. Los estudios han demostrado que el sueño, específicamente el sueño de movimientos oculares rápidos (sueño MOR), reduce la reactividad de la amígdala, una estructura cerebral involucrada en el procesamiento de emociones, en respuesta a experiencias emocionales previas. Por el contrario, la privación de sueño está asociada con una mayor reactividad emocional o sobrerreacción a estímulos negativos y estresantes. Esto resulta de una mayor actividad de la amígdala y una desconexión entre la amígdala y la corteza prefrontal, que regula la amígdala mediante inhibición, lo que lleva a un cerebro emocional hiperactivo. Debido a la falta de control emocional subsiguiente, la privación de sueño puede estar asociada con depresión, impulsividad y cambios de humor. Además, hay evidencia de que la privación de sueño puede reducir la reactividad emocional a estímulos y eventos positivos y dificultar el reconocimiento de emociones en otros.

#### Trastorno límite de la personalidad (TLP)
En su forma extrema, los problemas con la modulación de respuestas están correlacionados con el Trastorno Límite de la Personalidad (TLP). El TLP se caracteriza por una inestabilidad persistente en la regulación de emociones, relaciones con otros, la autoimagen y el comportamiento. Esto puede llevar a autolesiones, comportamientos de riesgo, impulsividad y agresión. Las investigaciones indican que la respuesta emocional intensificada puede deberse a una respuesta exagerada de la amígdala y un deterioro en la corteza cingulada anterior, que es responsable de modular las emociones. Esto puede resultar en una respuesta emocional intensa.

## Estrategia para evitar la vulnerabilidad de la mente emocional
Debido a la compleja y única (de persona a persona) naturaleza de las emociones, sería difícil alcanzar la autorregulación durante las llamaradas de vulnerabilidad. Es esencial identificar esta emoción los estímulos cognitivo/situacionales y los obstáculos que se plantean en un entorno clínico. Es un aprendizaje de ensayo y error para ambos, el individuo y el profesional ayudando a la persona. La ansiedad, la charla negativa con uno mismo, la cognición disfuncional y el estado desmoralizado (pérdida de la esperanza) están identificados a través de la investigación como las trampas de dificultad que pueden llevar a estas personas a la vulnerabilidad. Como un profesional de la salud mental es importante que ella/él pudieran guiar a la persona en la reducción de la frecuencia, intensidad y duración de los estallidos. En una situación vulnerable es sólo natural para un individuo entrar en estados de lucha-huida-paralización. Si no se intervino o validó apropiadamente, puede conducir a asuntos de salud mental co-mórbidos como estrés, ansiedad, desórdenes somatomorfos, desórdenes alimenticios... etc.

### Psicoterapia
Las estrategias de regulación emocional se enseñan, y los problemas de regulación emocional se tratan, en una variedad de enfoques de asesoramiento y psicoterapia, incluyendo la terapia cognitivo-conductual (TCC), la terapia dialéctica conductual (TDC), la terapia centrada en emociones (TCE) y la terapia cognitiva basada en atención plena (TCBAP).
Por ejemplo, un mnemónico relevante formulado en TDC es "ABC PLEASE":
- Acumular experiencias positivas.
- Buscar el dominio en actividades que hagan sentir competencia y eficacia para combatir la impotencia aprendida.
- Controlar con anticipación, preparando un plan de acción, investigando y ensayando (preparar un plan de acción con un profesional habilitado, ensayar el plan -sin juzgar- incluyendo técnicas de relajación y recreación)
- Prevención y tratamiento de enfermedades físicas mediante chequeos médicos.
- Limitar la vulnerabilidad a enfermedades, gestionada con profesionales de la salud.
- Eating healthy (alimentación saludable).
- Abstenerse de drogas (no recetadas) que alteren el estado de ánimo.
- Sueño saludable.
- Ejercicio regular con actividades psicomotoras.

La terapia de la conducta sugiere actuar en contra de los sentimientos negativos, debido a que las emociones se dispersan cuando no son largamente reforzadas con consecuencias positivas en acción. Linehan recomendó practicar técnicas de mini-relajación, porque una respuesta expresiva de un individuo es más rápidamente provocada por emociones que por pensamientos.

## Proceso de desarrollo

### Infancia
Los esfuerzos intrínsecos de regulación emocional durante la infancia se cree que están guiados principalmente por sistemas de respuesta fisiológica innatos. Estos sistemas suelen manifestarse como una aproximación hacia estímulos agradables y una evitación de estímulos desagradables. A los tres meses, los bebés pueden realizar comportamientos de auto-calma como chuparse el dedo y responder y señalar reflejos de malestar. Por ejemplo, se ha observado a bebés intentando suprimir la ira o la tristeza frunciendo el ceño o comprimiendo los labios.
Entre los tres y seis meses, el funcionamiento motriz básico y los mecanismos atencionales comienzan a desempeñar un papel en la regulación emocional, permitiendo a los bebés acercarse o evitar situaciones emocionalmente relevantes de manera más efectiva. Los bebés también pueden realizar comportamientos de autodistracción y búsqueda de ayuda para fines regulatorios. Al año de edad, los bebés pueden navegar su entorno de manera más activa y responder a estímulos emocionales con mayor flexibilidad debido a habilidades motoras mejoradas. También comienzan a valorar la capacidad de sus cuidadores para proporcionarles apoyo regulatorio. Por ejemplo, los bebés generalmente tienen dificultades para regular el miedo. Como resultado, a menudo encuentran formas de expresar el miedo que atraen la comodidad y atención de los cuidadores.
Los esfuerzos extrínsecos de regulación emocional por parte de los cuidadores, incluyendo la selección de situaciones, la modificación y la distracción, son particularmente importantes para los bebés. Las estrategias de regulación emocional empleadas por los cuidadores para atenuar el malestar o aumentar el afecto positivo en los bebés pueden impactar el desarrollo emocional y conductual de los bebés, enseñándoles estrategias y métodos particulares de regulación. El tipo de estilo de apego entre cuidador y bebé puede, por lo tanto, desempeñar un papel significativo en las estrategias regulatorias que los bebés pueden aprender a usar.
Evidencia reciente apoya la idea de que el canto materno tiene un efecto positivo en la regulación afectiva en los bebés. Las canciones de juego cantadas pueden tener un efecto regulatorio visible de afecto positivo prolongado e incluso aliviar el malestar. Además de facilitar el vínculo social, cuando se combina con movimiento o toque rítmico, el canto materno para la regulación afectiva tiene posibles aplicaciones para bebés en la UCIN y para cuidadores adultos con dificultades graves de personalidad o ajuste.
“Herramientas de la Mente” es un currículo de educación infantil que involucra escenarios estructurados de juegos imaginarios y otras actividades. Este currículo tiene como objetivo promover y mejorar la autorregulación y las habilidades académicas de los niños, al tener un doble enfoque en el desarrollo de la autorregulación y de otras habilidades socioemocionales en contextos educativos.
Una revisión sistemática resumió los hallazgos de 6 estudios realizados en Estados Unidos, que contaron con la participación de estudiantes de todas las edades, sexos, etnias, estados socioeconómicos, de dominio del idioma y de educación especial. Los resultados demuestran que el currículo mejoró significativamente las habilidades matemáticas de los niños en comparación con el currículo común. Asimismo, el currículo parece mejorar la autorregulación y la alfabetización, no obstante, dado el pequeño número de estudios incluidos, así como de otras deficiencias metodológicas, estas conclusiones deben tomarse con precaución, por lo que es necesario realizar más investigaciones de alta calidad.

### Niños pequeños
Al final del primer año, los niños pequeños comienzan a adoptar nuevas estrategias para disminuir la excitación negativa. Estas estrategias pueden incluir mecerse, masticar objetos o alejarse de cosas que los molesten. A los dos años, los niños pequeños se vuelven más capaces de emplear activamente estrategias de regulación emocional. Pueden aplicar ciertas tácticas de regulación emocional para influir en diversos estados emocionales. Además, la maduración del funcionamiento cerebral y las habilidades lingüísticas y motoras permite a los niños pequeños manejar sus respuestas emocionales y niveles de excitación de manera más efectiva.
La regulación emocional extrínseca sigue siendo importante para el desarrollo emocional en la primera infancia. Los niños pequeños pueden aprender formas de sus cuidadores para controlar sus emociones y comportamientos. Por ejemplo, los cuidadores ayudan a enseñar métodos de autorregulación distrayendo a los niños de eventos desagradables (como una inyección) o ayudándolos a comprender eventos aterradores.

### Niñez
El conocimiento sobre la regulación emocional se vuelve más sustancial durante la niñez. Por ejemplo, los niños de seis a diez años comienzan a comprender las reglas de exhibición. Empiezan a apreciar los contextos en los que ciertas expresiones emocionales son socialmente más apropiadas y, por lo tanto, deben ser reguladas. Por ejemplo, los niños pueden entender que al recibir un regalo deben mostrar una sonrisa, independientemente de sus verdaderos sentimientos sobre el regalo. Durante la niñez, también hay una tendencia hacia el uso de estrategias de regulación emocional más cognitivas, reemplazando tácticas más básicas de distracción, aproximación y evitación.
Respecto al desarrollo de la desregulación emocional en los niños, un hallazgo sólido sugiere que los niños que están frecuentemente expuestos a emociones negativas en el hogar serán más propensos a mostrar, y tener dificultades para regular, altos niveles de emoción negativa.

### Adolescencia
Los adolescentes muestran un aumento marcado en sus capacidades para regular sus emociones, y la toma de decisiones sobre la regulación emocional se vuelve más compleja, dependiendo de múltiples factores. En particular, la importancia de los resultados interpersonales aumenta para los adolescentes. Por lo tanto, al regular sus emociones, los adolescentes probablemente tengan en cuenta su contexto social. Por ejemplo, los adolescentes tienden a mostrar más emoción si esperan una respuesta simpática de sus compañeros.
Además, el uso espontáneo de estrategias de regulación emocional cognitiva aumenta durante la adolescencia, lo que se evidencia tanto por datos de autorreporte como por marcadores neurales.

### Adultez
Las pérdidas sociales aumentan y la salud tiende a disminuir a medida que las personas envejecen. A medida que las personas envejecen, su motivación para buscar significado emocional en la vida a través de lazos sociales tiende a aumentar. La respuesta autonómica disminuye con la edad, y la habilidad para la regulación emocional tiende a aumentar.
La regulación emocional en la adultez también puede examinarse en términos de afecto positivo y negativo. El afecto positivo y negativo se refiere a los tipos de emociones sentidas por un individuo, así como a la forma en que se expresan esas emociones. Con la adultez llega una mayor capacidad para mantener un alto afecto positivo y un bajo afecto negativo “más rápidamente que los adolescentes”. Esta respuesta a los desafíos de la vida parece volverse “automatizada” a medida que las personas progresan a lo largo de la adultez. Por lo tanto, a medida que los individuos envejecen, mejora su capacidad para autorregular emociones y responder a sus emociones de manera saludable.
Además, la regulación emocional puede variar entre adultos jóvenes y adultos mayores. Se ha encontrado que los adultos jóvenes son más exitosos que los adultos mayores en practicar la “reevaluación cognitiva” para disminuir las emociones internas negativas. Por otro lado, se ha encontrado que los adultos mayores son más exitosos en las siguientes áreas de regulación emocional:
- Predecir el nivel de “excitación emocional” en posibles situaciones.
- Mantener un mayor enfoque en la información positiva en lugar de la negativa.
- Mantener niveles saludables de “bienestar hedónico” (bienestar subjetivo basado en un aumento del placer y una disminución del dolor).

## Perspectivas generales

### Perspectiva neuropsicológica

#### Afectiva
A medida que las personas envejecen, su afecto – la forma en que reaccionan a las emociones – cambia, ya sea de manera positiva o negativa. Los estudios muestran que el afecto positivo aumenta a medida que una persona crece desde la adolescencia hasta los mediados de los 70 años. El afecto negativo, por otro lado, disminuye hasta los mediados de los 70 años. Los estudios también muestran que las emociones difieren en la adultez, particularmente el afecto (positivo o negativo). Aunque algunos estudios encontraron que los individuos experimentan menos afecto a medida que envejecen, otros estudios han concluido que los adultos en la mediana edad experimentan más afecto positivo y menos afecto negativo que los adultos más jóvenes. El afecto positivo fue también más alto para los hombres que para las mujeres, mientras que el afecto negativo fue más alto para las mujeres que para los hombres y también para las personas solteras.
Una razón por la que las personas mayores – en la adultez media – podrían tener menos afecto negativo es porque han superado “las pruebas y vicisitudes de la juventud, y pueden experimentar un balance de afecto más agradable, al menos hasta los mediados de los 70 años”. El afecto positivo podría aumentar durante la mediana edad, pero hacia los últimos años de vida – los 70 años – comienza a disminuir, mientras que el afecto negativo también lo hace. Esto podría deberse a una salud en declive, al alcanzar el final de sus vidas y a la muerte de amigos y familiares.
Además de los niveles basales de afecto positivo y negativo, los estudios han encontrado diferencias individuales en la dinámica temporal de las respuestas emocionales a estímulos. Las dinámicas temporales de la regulación emocional, también conocidas como cronometría afectiva, incluyen dos variables clave en el proceso de respuesta emocional: el tiempo de ascenso hasta la respuesta emocional máxima y el tiempo de recuperación hasta los niveles basales de emoción. La investigación sobre cronometría afectiva típicamente separa el afecto positivo y negativo en categorías distintas, ya que investigaciones previas han mostrado (a pesar de cierta correlación) la capacidad de los humanos para experimentar cambios en estas categorías de manera independiente. La investigación sobre cronometría afectiva se ha realizado en poblaciones clínicas con ansiedad, trastornos del estado de ánimo y trastornos de la personalidad, pero también se utiliza como una medida para probar la efectividad de diferentes técnicas terapéuticas (incluyendo el entrenamiento en atención plena) en la disregulación emocional.

#### Neurológica
El desarrollo de la imagen por resonancia magnética funcional ha permitido el estudio de la regulación emocional a nivel biológico. Específicamente, la investigación de la última década sugiere fuertemente que existe una base neural. Existe evidencia suficiente que correlaciona la regulación emocional con patrones particulares de activación prefrontal. Estas regiones incluyen la corteza prefrontal orbital, la corteza prefrontal ventromedial y la corteza prefrontal dorsolateral. Dos estructuras cerebrales adicionales que se ha encontrado que contribuyen son la amígdala y la corteza cingulada anterior. Cada una de estas estructuras está involucrada en diversas facetas de la regulación emocional y las irregularidades en una o más regiones o interconexiones entre ellas están asociadas con fallos en la regulación emocional. Una implicación de estos hallazgos es que las diferencias individuales en la activación prefrontal predicen la capacidad para realizar diversas tareas en aspectos de la regulación emocional.

### Sociológica
Las personas imitan intuitivamente las expresiones faciales; es una parte fundamental del funcionamiento saludable. Las similitudes entre culturas respecto a la comunicación no verbal han suscitado el debate de que en efecto es un lenguaje universal. Se puede argumentar que la regulación emocional juega un papel clave en la capacidad para generar las respuestas correctas en situaciones sociales. Los humanos tienen control sobre las expresiones faciales tanto de manera consciente como inconsciente: un programa emocional intrínseco se genera como resultado de una transacción con el mundo, lo que resulta inmediatamente en una respuesta emocional y usualmente una reacción facial. Es un fenómeno bien documentado que las emociones tienen un efecto en la expresión facial, pero investigaciones recientes han proporcionado evidencia de que lo opuesto también puede ser cierto.
Esta noción daría lugar a la creencia de que una persona no solo puede controlar su emoción, sino también influir en ella. La regulación emocional se centra en proporcionar la emoción adecuada en las circunstancias apropiadas. Algunas teorías aluden a la idea de que cada emoción sirve un propósito específico en la coordinación de las necesidades organísmicas con las demandas ambientales (Cole, 1994). Esta habilidad, aunque aparente en todas las nacionalidades, ha mostrado variar en su aplicación exitosa en diferentes grupos de edad. En experimentos comparando adultos jóvenes y mayores ante los mismos estímulos desagradables, los adultos mayores fueron capaces de regular sus reacciones emocionales de manera que parecían evitar confrontaciones negativas. Estos hallazgos apoyan la teoría de que con el tiempo las personas desarrollan una mejor capacidad para regular sus emociones. Esta habilidad encontrada en adultos parece permitir mejor a los individuos reaccionar de una manera considerada más apropiada en algunas situaciones sociales, permitiéndoles evitar situaciones adversas que podrían ser vistas como perjudiciales.

#### Regulación expresiva (en condiciones solitarias)
En condiciones solitarias, la regulación emocional puede incluir un efecto de minimización-miniaturización, en el que los patrones expresivos comunes hacia el exterior son reemplazados por versiones atenuadas de expresión. A diferencia de otras situaciones, en las que la expresión física (y su regulación) sirven a un propósito social (es decir, conformarse a las reglas de exhibición o revelar emociones a terceros), las condiciones solitarias no requieren razón alguna para que las emociones se expresen outwardly (aunque niveles intensos de emoción pueden provocar expresiones notorias de todos modos). La idea detrás de esto es que, a medida que las personas envejecen, aprenden que el propósito de la expresión hacia el exterior (apelar a otras personas) no es necesario en situaciones en las que no hay nadie a quien apelar. Como resultado, el nivel de expresión emocional puede ser menor en estas situaciones solitarias.

### Estrés
La forma en que un individuo reacciona al estrés puede solaparse directamente con su capacidad para regular la emoción. Aunque los dos conceptos difieren en muchos aspectos, “tanto el afrontamiento [con el estrés] como la regulación emocional involucran procesos de modulación afectiva y evaluación” que son necesarios para relaciones saludables y la auto-identidad.
Según Yu. V. Shcherbatykh, el estrés emocional en situaciones como exámenes escolares puede reducirse al participar en actividades de autorregulación antes de realizar la tarea. Para estudiar la influencia de la autorregulación en los procesos mentales y fisiológicos bajo el estrés de un examen, Shcherbatykh realizó una prueba con un grupo experimental de 28 estudiantes (de ambos sexos) y un grupo control de 102 estudiantes (también de ambos sexos).
En los momentos previos al examen, los niveles de estrés situacional aumentaron en ambos grupos respecto a su estado de calma. En el grupo experimental, los participantes realizaron tres técnicas de autorregulación (concentración en la respiración, relajación general del cuerpo y creación de una imagen mental de aprobar exitosamente el examen). Durante el examen, los niveles de ansiedad del grupo experimental fueron menores que los del grupo control. Además, el porcentaje de calificaciones insatisfactorias en el grupo experimental fue 1.7 veces menor que en el grupo control. A partir de estos datos, Shcherbatykh concluyó que la aplicación de acciones de autorregulación antes de los exámenes ayuda a reducir significativamente los niveles de tensión emocional, lo que puede conducir a mejores resultados de rendimiento.
La regulación emocional también se ha asociado con respuestas fisiológicas al estrés durante paradigmas de estrés en laboratorio.

### Toma de decisiones
La identificación de nuestro proceso de autorregulación emocional puede facilitar el proceso de toma de decisiones. La literatura actual sobre regulación emocional identifica que los humanos característicamente hacen esfuerzos para controlar las experiencias emocionales. Por lo tanto, existe la posibilidad de que nuestras emociones en el estado presente puedan ser alteradas por estrategias de regulación emocional, lo que resulta en la posibilidad de que diferentes estrategias de regulación podrían tener diferentes implicaciones para la toma de decisiones.

### Regulación emocional digital
Tras la adopción generalizada en el siglo XXI de dispositivos y servicios digitales para el uso cotidiano, está aumentando la evidencia de que las personas están utilizando cada vez más estas herramientas para gestionar y regular estados de ánimo y emociones. Una amplia gama de recursos digitales se utiliza para la regulación emocional, incluyendo teléfonos inteligentes, redes sociales, servicios de streaming, compras en línea, y videojuegos. Estas formas espontáneas de regulación emocional digital pueden distinguirse del uso de intervenciones digitales como aplicaciones para teléfonos inteligentes que han sido diseñadas explícitamente para apoyar la regulación emocional o enseñar habilidades de regulación emocional en poblaciones clínicas y no clínicas. La implementación digital de estrategias de regulación emocional puede ocurrir en todas las etapas del modelo de proceso y en todas las familias de estrategias, incluyendo la regulación emocional interpersonal.

## Efectos de la baja autorregulación
Con un fallo en la regulación emocional, hay un aumento en las disfunciones psicosociales y emocionales causadas por experiencias traumáticas debido a una incapacidad para regular las emociones. Estas experiencias traumáticas suelen ocurrir en la escuela primaria y a veces están asociadas con el acoso escolar. Los niños que no pueden autorregularse adecuadamente expresan sus emociones volátiles de diversas maneras, incluyendo gritar si no se salen con la suya, arremeter con los puños, lanzar objetos (como sillas) o acosar a otros niños. Tales comportamientos a menudo provocan reacciones negativas del entorno social, lo que, a su vez, puede exacerbar o mantener los problemas de regulación originales con el tiempo, un proceso denominado continuidad acumulativa. Estos niños son más propensos a tener relaciones basadas en conflictos con sus maestros y otros niños. Esto puede llevar a problemas más graves, como una capacidad deteriorada para adaptarse a la escuela y predice el abandono escolar muchos años después. Los niños que no logran autorregularse adecuadamente crecen como adolescentes con más problemas emergentes. Sus compañeros comienzan a notar esta “inmadurez”, y estos niños a menudo son excluidos de grupos sociales y burlados y acosados por sus pares. Esta “inmadurez” ciertamente hace que algunos adolescentes se conviertan en parias sociales en sus respectivos grupos sociales, lo que los lleva a arremeter de manera enojada y potencialmente violenta. Ser objeto de burlas o ser un marginado en la infancia es especialmente dañino porque puede conducir a síntomas psicológicos como depresión y ansiedad (en los que las emociones desreguladas juegan un papel central), lo que, a su vez, puede llevar a una mayor victimización por parte de los compañeros. Es por esto que se recomienda fomentar la autorregulación emocional en los niños lo antes posible.

## Terapia ocupacional en las escuelas
Los terapeutas ocupacionales (TOs) son educadores integrados en la mayoría de las escuelas públicas y privadas de los Estados Unidos. Están capacitados en salud mental y análisis de actividades para evaluar las necesidades de sus clientes. Los TOs y los estudiantes trabajan juntos para crear hábitos significativos y saludables para la gestión del estrés, habilidades sociales, etiquetado emocional, estrategias de afrontamiento, conciencia, resolución de problemas, automonitoreo, juicio, control emocional y otros en el entorno escolar y doméstico. Los TOs pueden realizar evaluaciones formales para la regulación emocional y tratar de manera centrada en el cliente para cada estudiante. Además, pueden crear programas individualizados para el hogar para la continuidad con sus familias. Por ejemplo, los TOs pueden trabajar con estudiantes para participar en el currículo desarrollado por terapeutas ocupacionales The Zones of Regulation, que utiliza conocimiento basado en evidencia, evaluación formal y tratamiento en el aula para mejorar la autorregulación de comportamientos emocionales y crear
Los esfuerzos de regulación de la emoción extrínsecos de los cuidadores, que incluyen selección de situación, modificación y distracción, son particularmente importantes para los infantes. Las estrategias de regulación de la emoción empleadas por los cuidadores para atenuar la angustia o para elevar la regulación del afecto positivo en los infantes pueden impactar en el desarrollo de la conducta emocional y conductual de los bebés, enseñándoles estrategias particulares y métodos de regulación. El tipo de estilo de apego entre el cuidador y el bebé puede por lo tanto jugar un rol significativo en las estrategias regulatorias que los infantes pueden aprender a usar.